# Bessarabka, Mîkolaiiv
Bessarabka (în ucraineană Бессарабка) este un sat în comuna Kobleve din raionul Mîkolaiiv, regiunea Mîkolaiiv, Ucraina.

## Demografie
Componența lingvistică a localității Bessarabka
     Ucraineană (88,59%)
     Rusă (10,87%)
     Alte limbi (0,54%)
Conform recensământului din 2001, majoritatea populației localității Bessarabka era vorbitoare de ucraineană (88,59%), existând în minoritate și vorbitori de rusă (10,87%).